# Jean-Léon Beauvois
Pour les articles homonymes, voir Beauvois.
 (janvier 2016).
Si vous disposez d'ouvrages ou d'articles de référence ou si vous connaissez des sites web de qualité traitant du thème abordé ici, merci de compléter l'article en donnant les références utiles à sa vérifiabilité et en les liant à la section « Notes et références ».
Jean-Léon Beauvois, né le 16 août 1943 à Aix-en-Provence et mort le 8 septembre 2020 à Guillaume-Peyrouse, est un psychologue et universitaire français. Avec Robert-Vincent Joule, il a co-écrit le livre Petit traité de manipulation à l'usage des honnêtes gens qui est devenu un succès d'édition.

## Biographie
Il travaille comme chercheur en psychologie clinique à Paris et Nancy, puis en psychologie sociale expérimentale à Nancy, Caen, Grenoble, Nice à partir de 1994.

## Activités annexes
En 2007, J.-L. Beauvois assure la direction scientifique du documentaire Le Jeu de la mort de Christophe Nick (production Yami-2) sur le pouvoir de la télévision et les dérives de la téléréalité. Cette émission a été diffusée le 17 mars 2010 sur France 2. Elle a été beaucoup commentée dans la presse, notamment quant à l'interprétation qu'il fallait en donner et qu'en ont donné le réalisateur et le scientifique, J.L. Beauvois. Homme féru de sciences tout autant que de lettres, il faisait profiter de sa vivacité d'esprit, dans la sphère publique comme privée, les personnes avec lesquelles il interagissait.

## Publications
- La psychologie quotidienne Paris, Presses universitaires de France, 1984.
- Avec Robert-Vincent Joule , Petit traité de manipulation à l'usage des honnêtes gens, Grenoble, Presses universitaires de Grenoble, 1987.
- Robert-Vincent Joule, Jean-Léon Beauvois (1998), La soumission librement consentie, Paris, Presses universitaires de France.
- Pascal Pansu, Jean-Léon Beauvois, Juger de la valeur sociale des personnes : les pratiques sociales d’évaluation, dans P. Pansu & C. Louche (dir.), La psychologie appliquée à l’analyse de problèmes sociaux. Paris, Presses universitaires de France, 2004.
- Les illusions libérales, individualisme et pouvoir social: Petit traité des grandes illusions. Presses Universitaires de Grenoble.
- Les influences sournoises. Précis des manipulations ordinaires, François Bourin, 2011[4].